# Lingua sicula
La lingua sicula è una lingua indoeuropea estinta, limitatamente attestata. Era parlata dal popolo dei Siculi nella Sicilia orientale, il cui stanziamento è attestabile a partire dal II millennio a.C.. La lingua appartiene al ramo delle lingue latino-falische, membro della stessa famiglia linguistica indoeuropea del latino e del falisco.

## Classificazione
Il primo studioso ad assegnare il siculo alla medesima famiglia del latino fu Karl Julius Beloch a fine XIX secolo, e la sua ipotesi fu in seguito accolta, tra gli altri, da Giacomo Devoto, che considerava il siculo il ramo della famiglia protolatina insediato più a meridione, testimonianza di un antico continuum in seguito interrotto dalla più recente immigrazione nella penisola italica delle genti osco-umbre: «[i] dati linguistici […] considerano la lingua dei Siculi come una lingua non solo indoeuropea ma di tipo latino e non italico, in base tra l'altro alla formazione dei nomi di persona».

## Distribuzione geografica
Le testimonianze del siculo provengono dalla Sicilia orientale, in particolare dalle aree delle attuali Milazzo, Centuripe e Adrano. Altre testimonianze provengono da Mendolito (Adrano), Poira, Paternò‑Civita, Paliké (Rocchicella di Mineo), Montagna di Ramacca, Licodia Eubea, Ragusa Ibla, Sciri Sottano, Monte Casasia, Castiglione di Ragusa, Terravecchia di Grammichele, Morgantina, Montagna di Marzo (Piazza Armerina), e Terravecchia di Cuti.

### Il corpus dei testi siculi
I testi siculi rinvenuti sono in gran parte datati ai secoli dei primi insediamenti ellenici, dunque generalmente redatti in alfabeto greco o in caratteri da esso derivati. Si tratta per lo più brevi iscrizioni di tipo onomastico e di carattere privato e funerario. Fanno eccezione il guttus di Centuripe, un vaso dal collo stretto recante una più lunga iscrizione in scriptio continua di difficile interpretazione:
nunustentimimarustainamiemitomestiduromnanepos
duromiemtomestiveliomnedemponitantomeredesuino
brtome[...
Un'altra iscrizione sicula lunga è quella di Montagna di Marzo:
tamuraabesakedqoiaveseurumakesagepipokedlutimbe
levopomanatesemaidarnakeibureitamomiaetiurela
Ed un'altra ancora è l'iscrizione della Porta di Mendolito, un blocco in arenaria, oggi conservato presso il Museo archeologico regionale Paolo Orsi di Siracusa, recante una scriptio continua graffita da destra a sinistra sulla faccia esterna del blocco e, ad oggi, unico reperto appurato relativo a un'iscrizione in lingua sicula di carattere pubblico nota. Sulla sua interpretazione ancora rimangono forti dubbi.